# 芦柴湖办事处
芦柴湖办事处是位于中华人民共和国湖北省黄冈市黄梅县的一个类似乡级单位，隶属于龙感湖管理区。

## 行政区划
2013年时，在国家统计局网站中，芦柴湖办事处收录为黄梅县下辖的行政区。2014年后，未有收录。下辖以下行政区：
金湖生产队村、五祖圩生产队村、新港生产队村、莲花荡生产队村、杨圩生产队村、芦柴湖生产队村、芦台生产队村、张家墩生产队村和芦柴湖社区村。